# 卡西瓜-埃爾庫沃
卡西瓜-埃爾庫沃（西班牙語：Casigua-El Cubo），是委內瑞拉的城鎮，位於該國西北部蘇利亞州，是赫蘇斯瑪利亞森普倫市的首府，處於馬拉開波以南，始建於1913年12月13日，海拔高度47米。